# Пам'ятник Марині Гризун
Пам'ятник Марині Гризун — пам'ятник на честь комсомолки-партизанки Марини Кирилівни Гризун, яка загинула у камері катівні ґестапо 28 липня 1943 року, встановлений в Богуславі у сквері імені Т. Г. Шевченка.

## Історія
Пам'ятник створено з ініціативи студента Київського художнього інституту Анатолія Оверчука, який як дипломну роботу виконав горельєфне зображення Марини Гризун по її фотографії з комсомольського квитка. За сприяння архітектора Володимира Заболотного та начальника керамічної майстерні Ніни Федорової було вирішено створити пам'ятник у Богуславі. Обеліск було виконано архітектором Тетяною Пенкіною, а траурну урну зробив народний художник УРСР Омелян Железняк.
Відкриття пам'ятника відбулося 18 вересня 1949 року.
Поруч із пам'ятником розташована братська могила продармійців Богуслава, що були знищені у боєзіткненні з армією отамана Нестора Махна у січні 1921 року. Згодом на могилі, встановлений пам'ятний знак «Полеглим борцям за революцію 1917—1920 років». Реконструкція проведена у 1937 році. 
На громадських слуханнях, які відбулися 31 січня 2022 року в Богуславі, більшістю голосів присутніх було вирішено перенести пам'ятник до місця розташування Братської могили, яке знаходиться на північному в'їзді в місто, де й похована Марина Гризун.

## Опис

Плита у підніжжя пам'ятника М. Гризун

Пам'ятник являє собою пілон-обеліск, висотою 2,6 метри та увінчаний траурною урною (нині втрачена), з лицьового боку пілона в центрі — горельєфне зображення партизанки. У підніжжя пам'ятника розташована плита з висіченими на ній словами, які героїня написала на стіні камери перед стратою: «Мене, комсомолку Маринку Гризун, замучили німці 28 липня 1943 року. Товариші, помстіться, ви переможете, бо з вами Сталін».